# Habronyx magniceps
Habronyx magniceps là một loài tò vò trong họ Ichneumonidae.